# Liz Stephen
Elizabeth Stephen detta Liz (East Montpelier, 12 gennaio 1987) è un'ex fondista statunitense.

## Biografia
In Coppa del Mondo ha esordito il 3 febbraio 2007 a Davos (48ª) e ha ottenuto il primo podio il 25 novembre 2012 a Gällivare (3ª).
In carriera ha preso parte a tre edizioni dei Giochi olimpici invernali, Vancouver 2010 (49ª nella 10 km, 57ª nell'inseguimento), Soči 2014 (24ª nella 30 km, 12ª nello skiathlon, 9ª nella staffetta) e Pyeongchang 2018 (30ª nella 10 km), e a cinque dei Campionati mondiali (4ª nella staffetta a Val di Fiemme 2013, a Falun 2015 e a Lahti 2017 i migliori risultati).

## Palmarès

### Coppa del Mondo
- Miglior piazzamento in classifica generale: 10ª nel 2015
- 6 podi (2 individuali, 4 a squadre):
  - 3 secondi posti (2 individuali, 1 a squadre)
  - 3 terzi posti (a squadre)

#### Coppa del Mondo - competizioni intermedie
- 4 podi di tappa:
  - 2 secondi posti
  - 2 terzi posti